# Сали Руни
Сали Руни (на английски: Sally Rooney) е ирландска писателка и сценаристка.
Родена е на 20 февруари 1991 година в Касълбар в семейство от средната класа. През 2013 година получава магистърска степен по американска литература в Дъблинския университет. Започва да пише от ранна възраст, а след 2017 година публикува няколко романа, които я утвърждават като един от водещите англоезични писатели на нейното поколение. По два от тях са заснети успешни минисериали – „Нормални хора“ (Normal People, 2020) и „Разговори с приятели“ (Conversations with Friends, 2022).